# Butter Pot Provincial Park
Butter Pot Provincial Park är en park i Kanada.   Den ligger i provinsen Newfoundland och Labrador, i den östra delen av landet, 1 700 km öster om huvudstaden Ottawa. Butter Pot Provincial Park ligger 213 meter över havet.
Terrängen runt Butter Pot Provincial Park är platt åt sydost, men åt nordväst är den kuperad. Närmaste större samhälle är Conception Bay South, 13,2 km norr om Butter Pot Provincial Park. 
I omgivningarna runt Butter Pot Provincial Park växer i huvudsak blandskog. Runt Butter Pot Provincial Park är det mycket glesbefolkat, med 2 invånare per kvadratkilometer.